# Comuna Fântânele, Mureș
Fântânele (în maghiară: Gyulakuta, în germană: Gielekoten) este o comună în județul Mureș, Transilvania, România, formată din satele Bordoșiu, Călimănești, Cibu, Fântânele (reședința), Roua și Viforoasa.

## Demografie
Componența etnică a comunei Fântânele
     Maghiari (94%)
     Romi (2,35%)
     Români (1,57%)
     Alte etnii (0,06%)
     Necunoscută (2,02%)
Componența confesională a comunei Fântânele
     Reformați (73,73%)
     Romano-catolici (13,31%)
     Unitarieni (7,48%)
     Ortodocși (1,3%)
     Alte religii (1,96%)
     Necunoscută (2,22%)
Conform recensământului efectuat în 2021, populația comunei Fântânele se ridică la 4.854 de locuitori, în creștere față de recensământul anterior din 2011, când fuseseră înregistrați 4.693 de locuitori. Majoritatea locuitorilor sunt maghiari (94%), cu minorități de romi (2,35%) și români (1,57%), iar pentru 2,02% nu se cunoaște apartenența etnică. Din punct de vedere confesional, majoritatea locuitorilor sunt reformați (73,73%), cu minorități de romano-catolici (13,31%), unitarieni (7,48%) și ortodocși (1,3%), iar pentru 2,22% nu se cunoaște apartenența confesională.

## Politică și administrație
Comuna Fântânele este administrată de un primar și un consiliu local compus din 13 consilieri. Primarul, József Varga[*], de la Uniunea Democrată Maghiară din România, este în funcție din 2012. Începând cu alegerile locale din 2024, consiliul local are următoarea componență pe partide politice:
|  | Partid                                 | Consilieri | Componența Consiliului | Componența Consiliului | Componența Consiliului | Componența Consiliului | Componența Consiliului | Componența Consiliului | Componența Consiliului | Componența Consiliului | Componența Consiliului | Componența Consiliului | Componența Consiliului | Componența Consiliului |
|  | -------------------------------------- | ---------- | ---------------------- | ---------------------- | ---------------------- | ---------------------- | ---------------------- | ---------------------- | ---------------------- | ---------------------- | ---------------------- | ---------------------- | ---------------------- | ---------------------- |
|  | Uniunea Democrată Maghiară din România | 12         |                        |                        |                        |                        |                        |                        |                        |                        |                        |                        |                        |                        |
|  | Alianța Maghiară din Transilvania      | 1          |                        |                        |                        |                        |                        |                        |                        |                        |                        |                        |                        |                        |

## Vezi și
- Biserica unitariană din Roua
- Biserica romano-catolică din Bordoșiu
- Biserica reformată din Călimănești
- Biserica reformată din Fântânele
- Dealurile Târnavelor și Valea Nirajului (arie de protecție specială avifaunistică)
- Dealurile Târnavei Mici - Bicheș (sit de importanță comunitară)

## Imagini

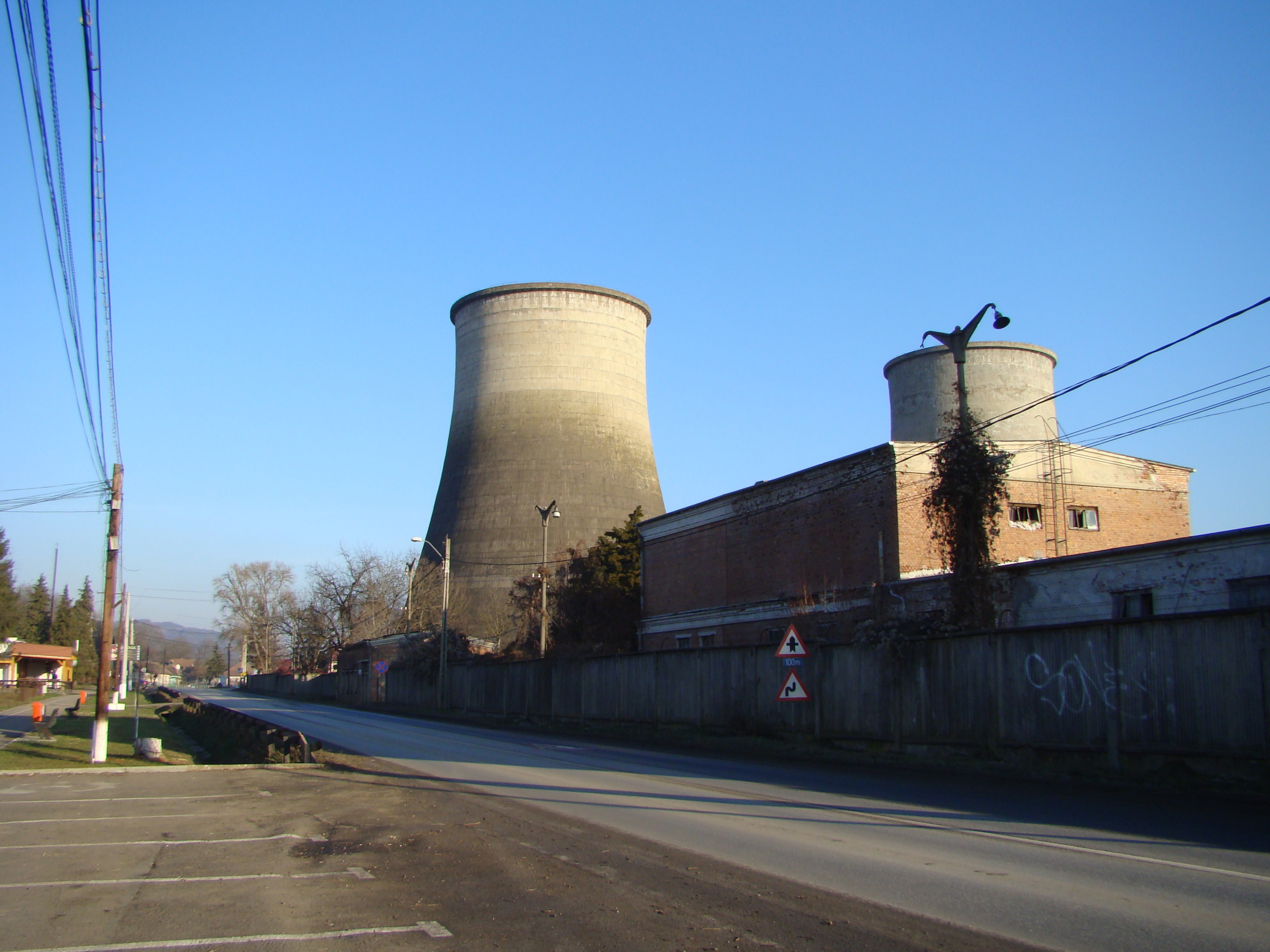
Termocentrala Fântânele
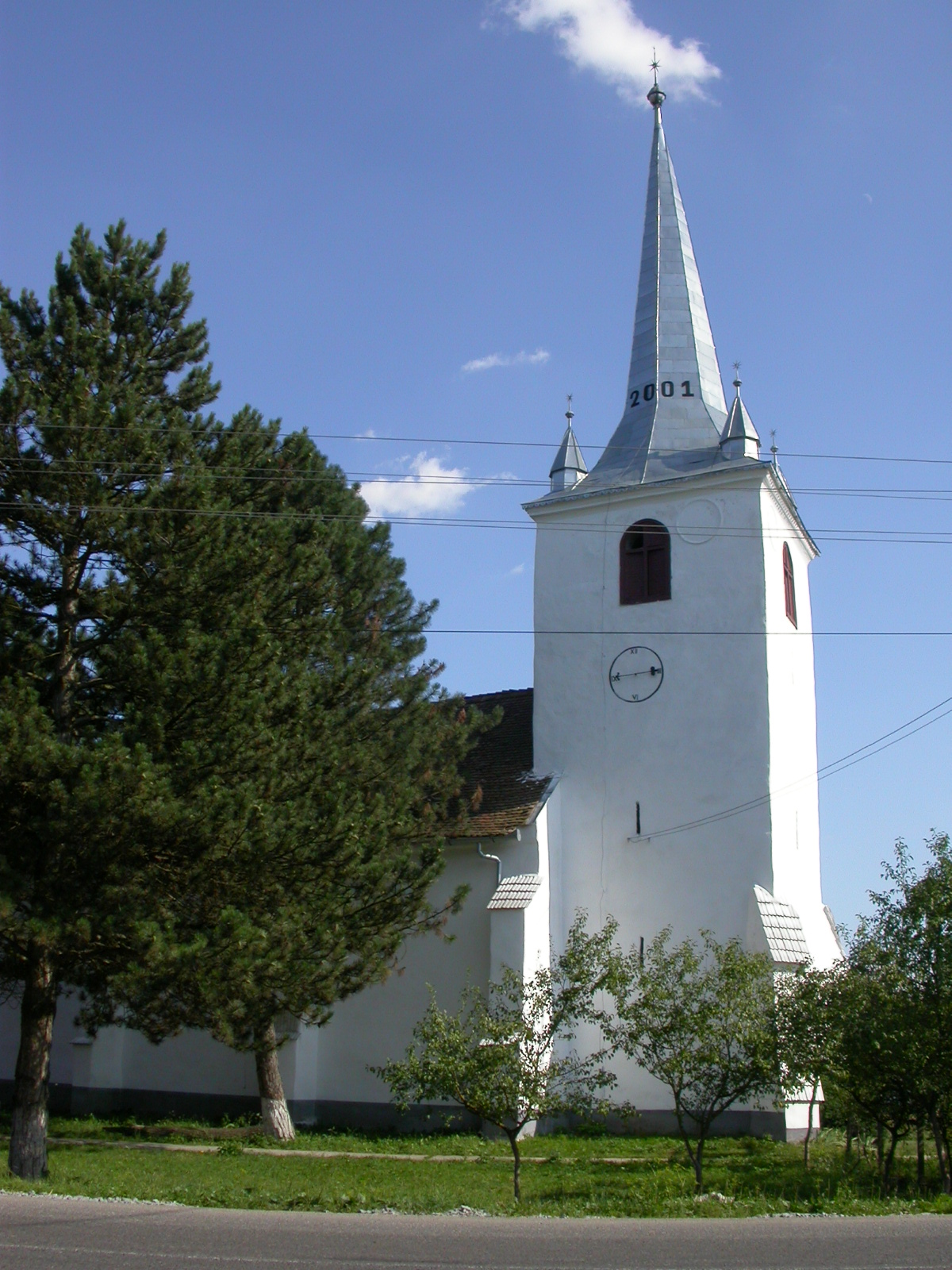
Biserica reformată din Fântânele (monument istoric)
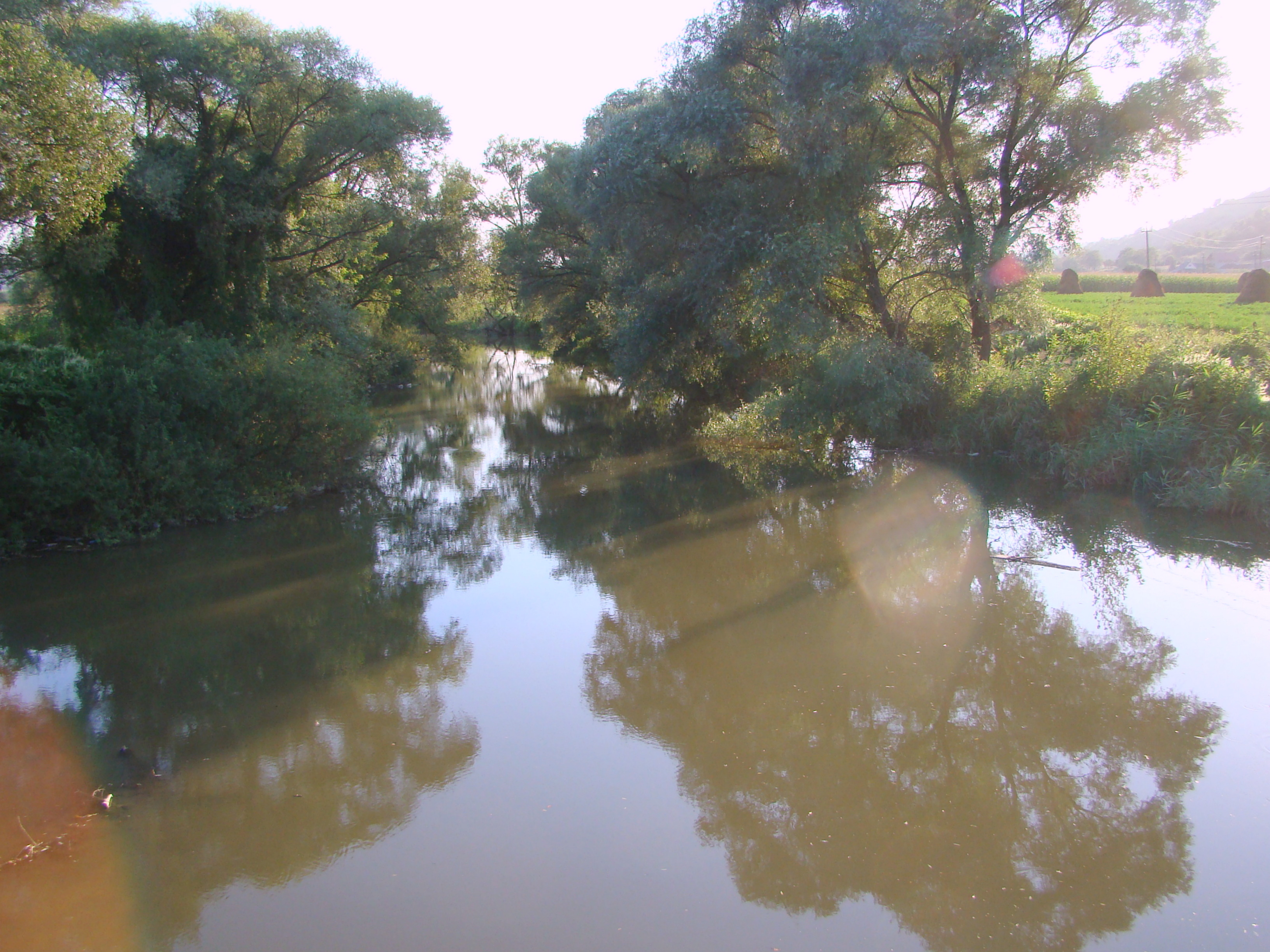
Râul Târnava Mică la Viforoasa
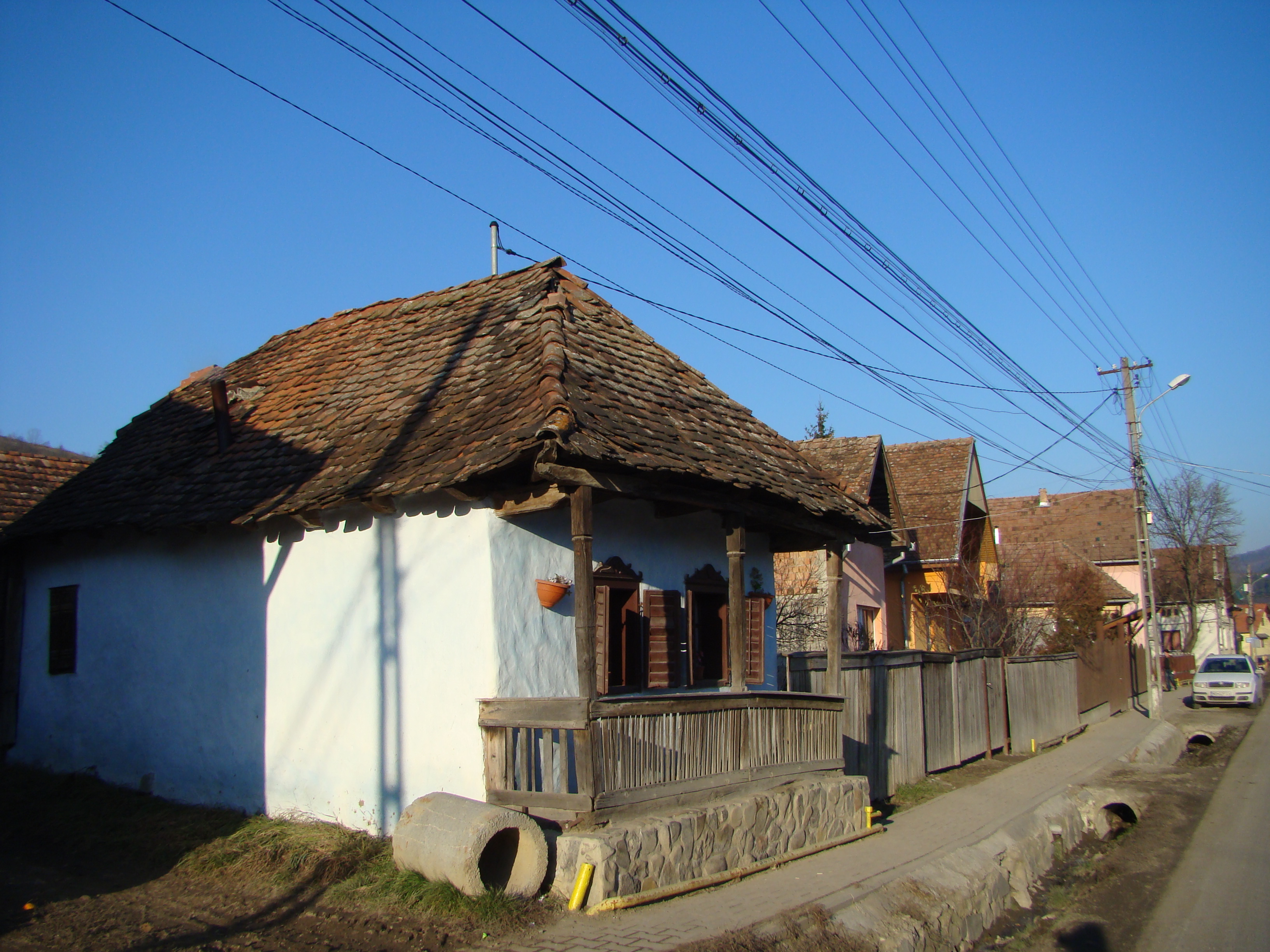
Viforoasa
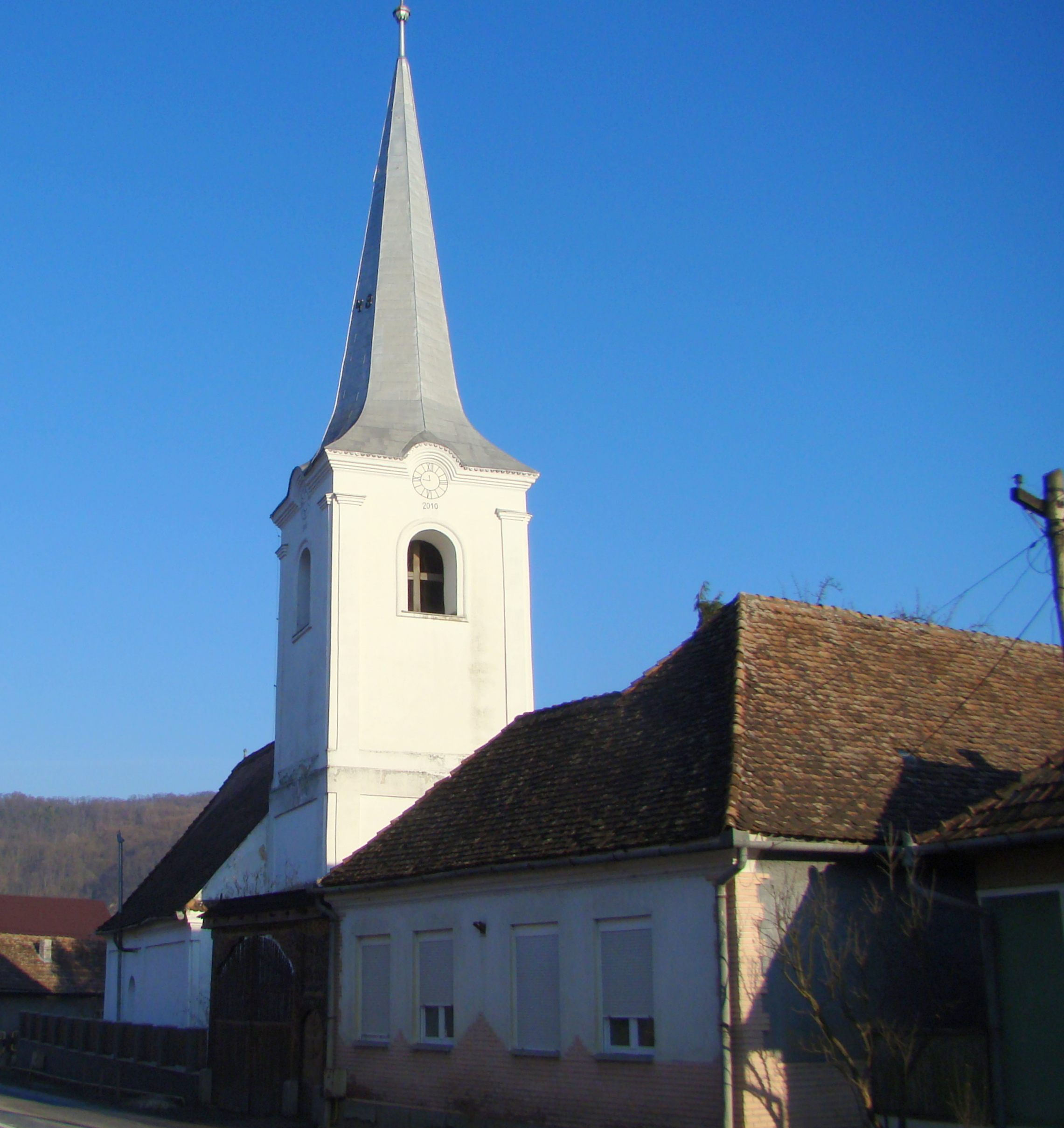
Biserica reformată din Viforoasa
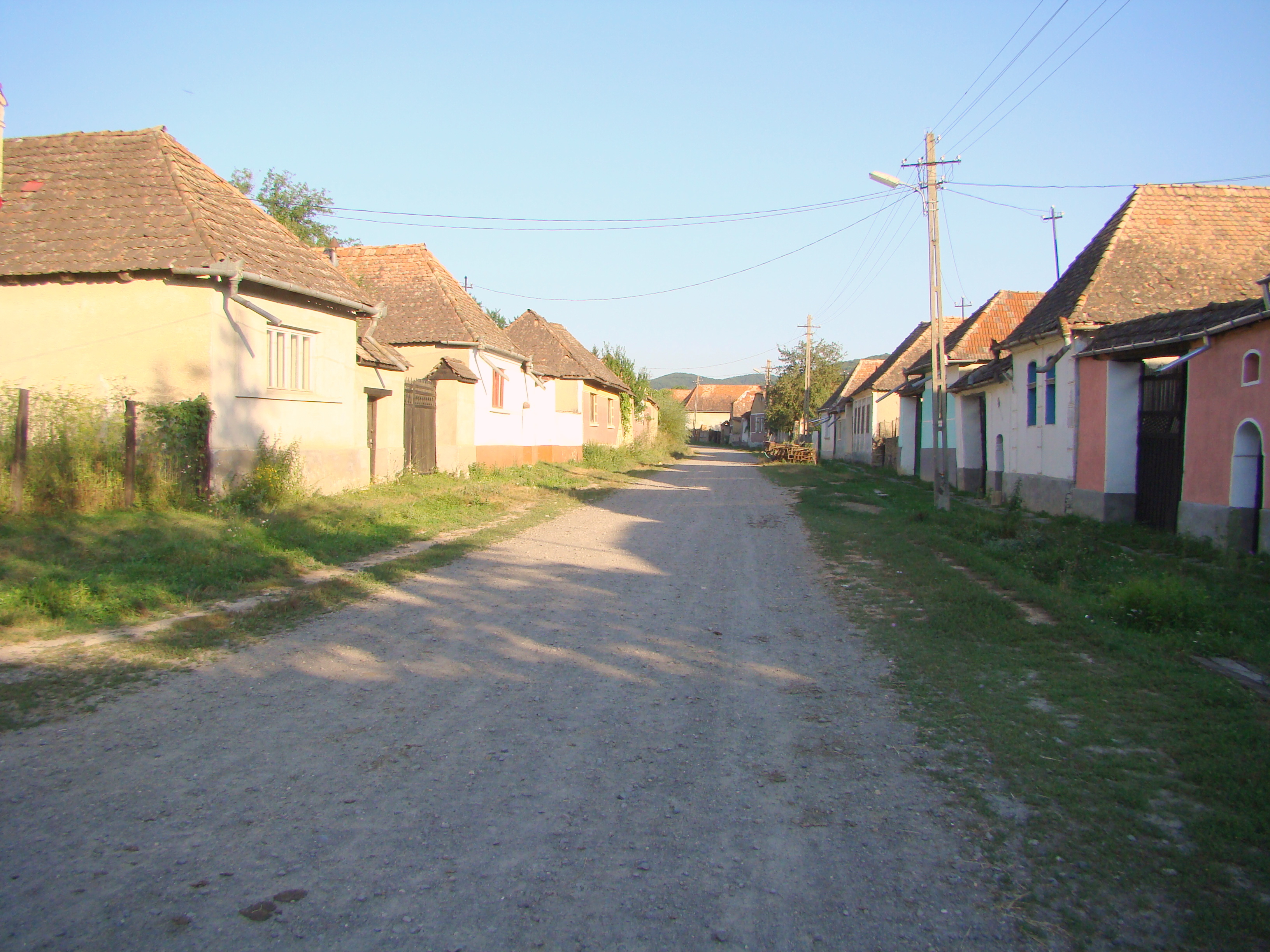
Roua
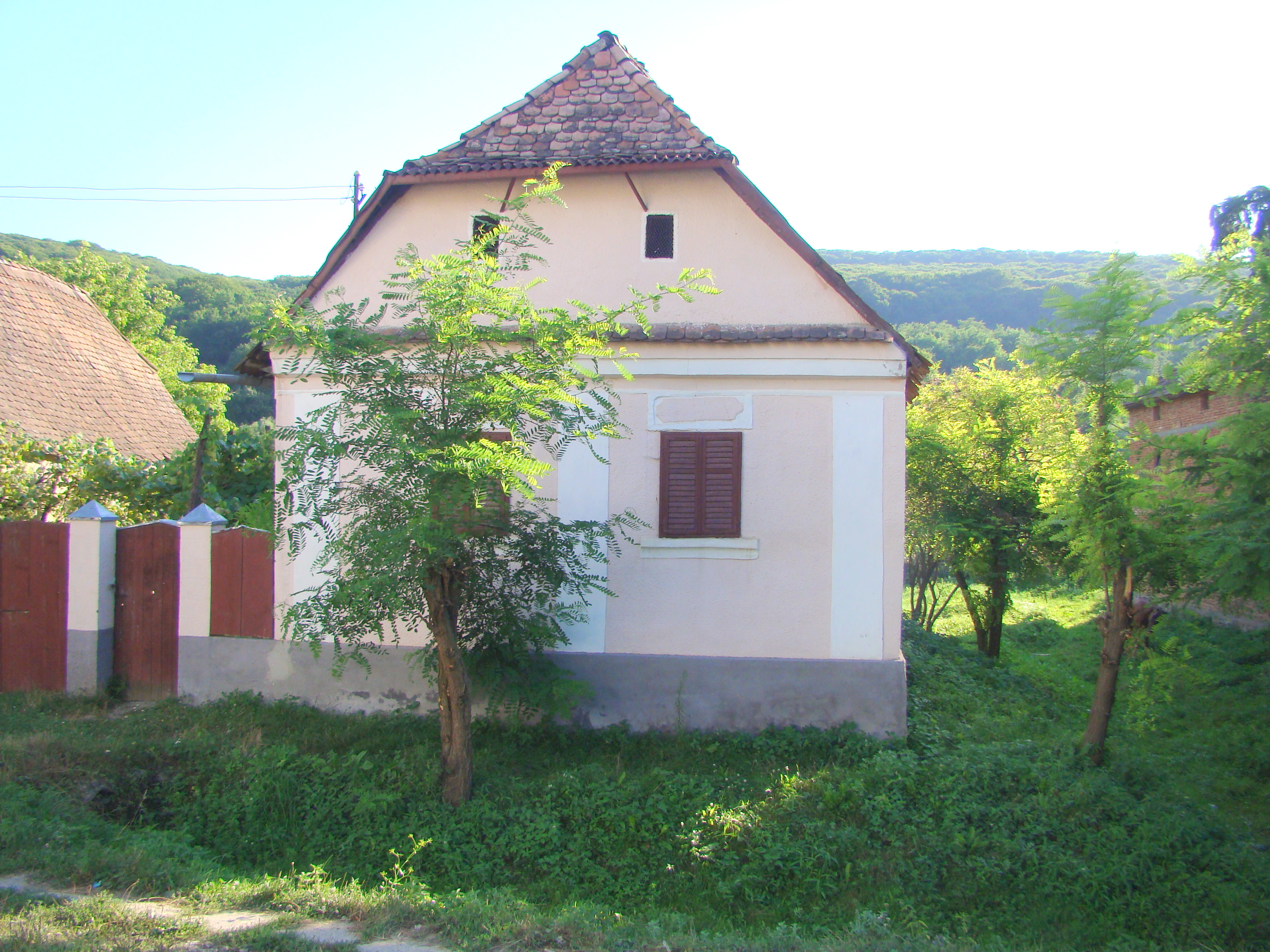
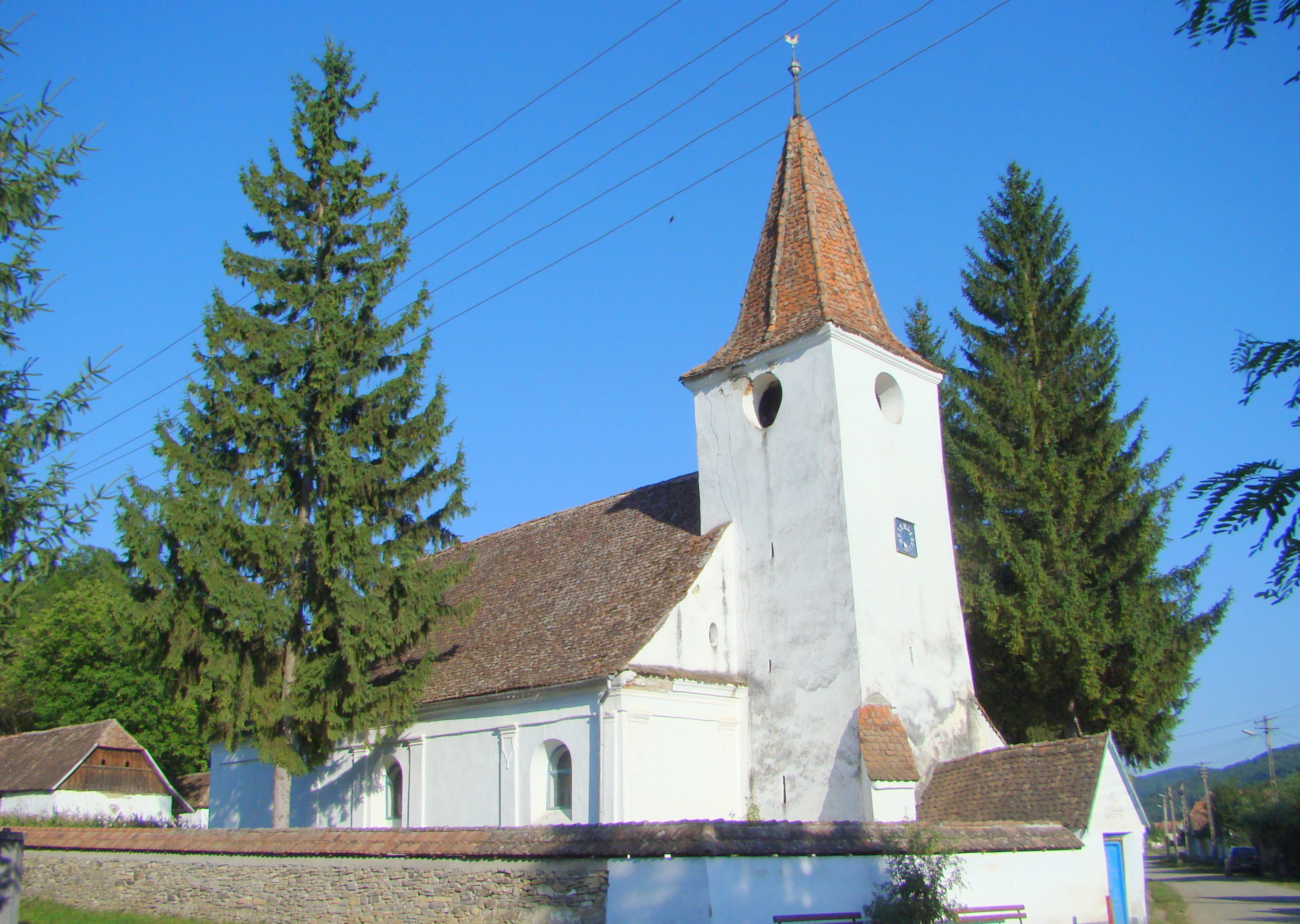
Biserica unitariană din Roua (monument istoric)
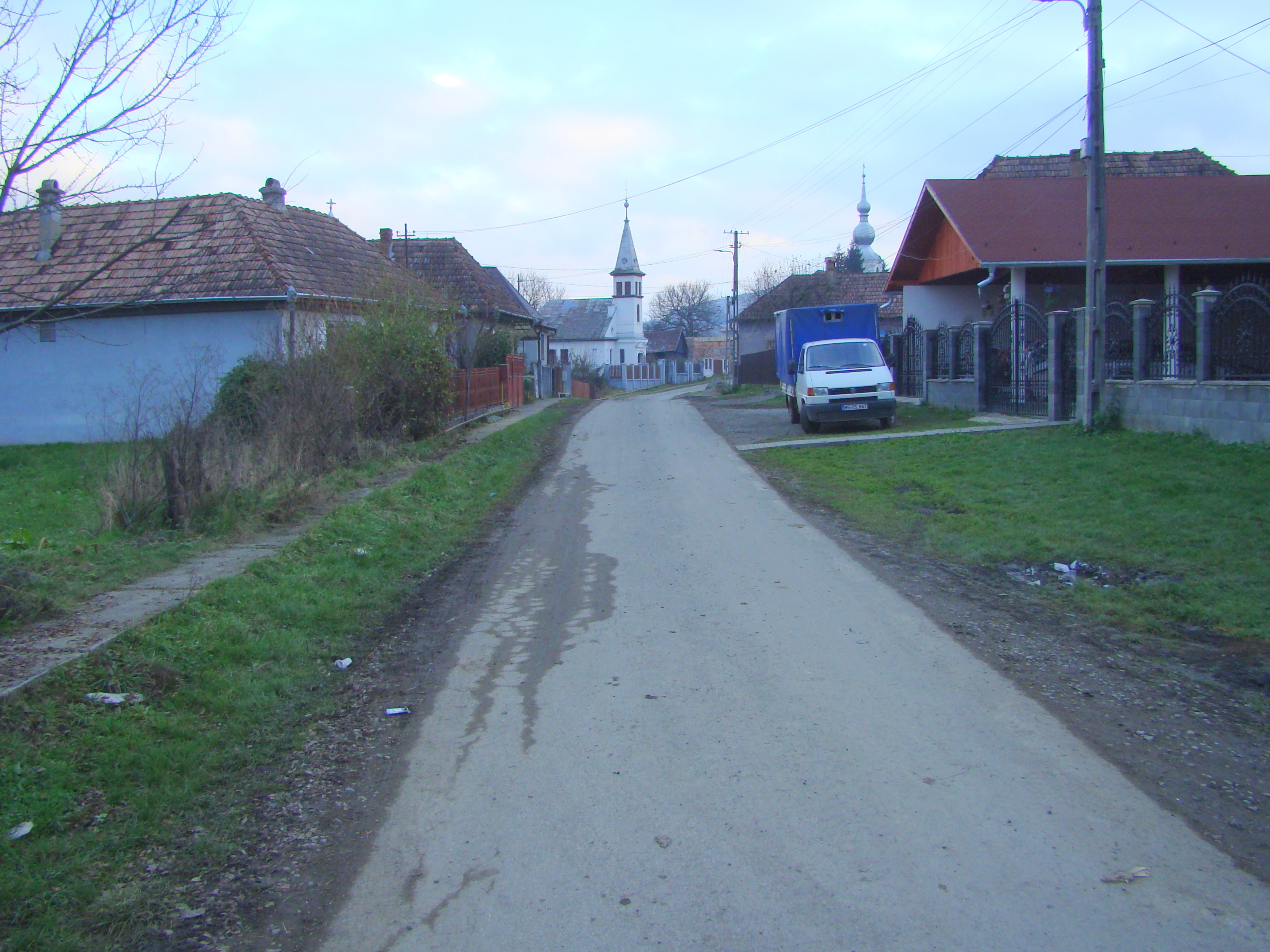
Bordoșiu
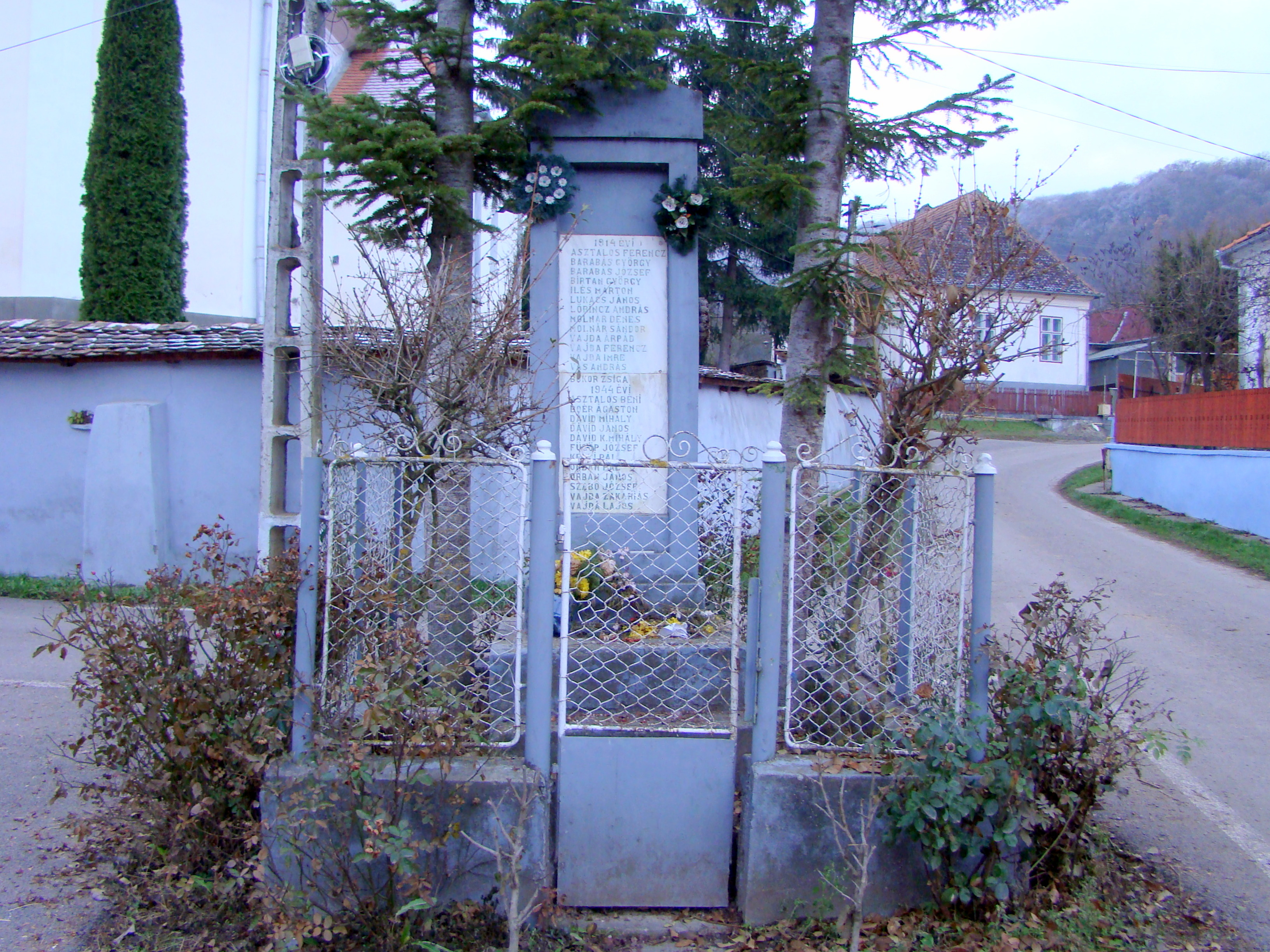
Monumentul eroilor
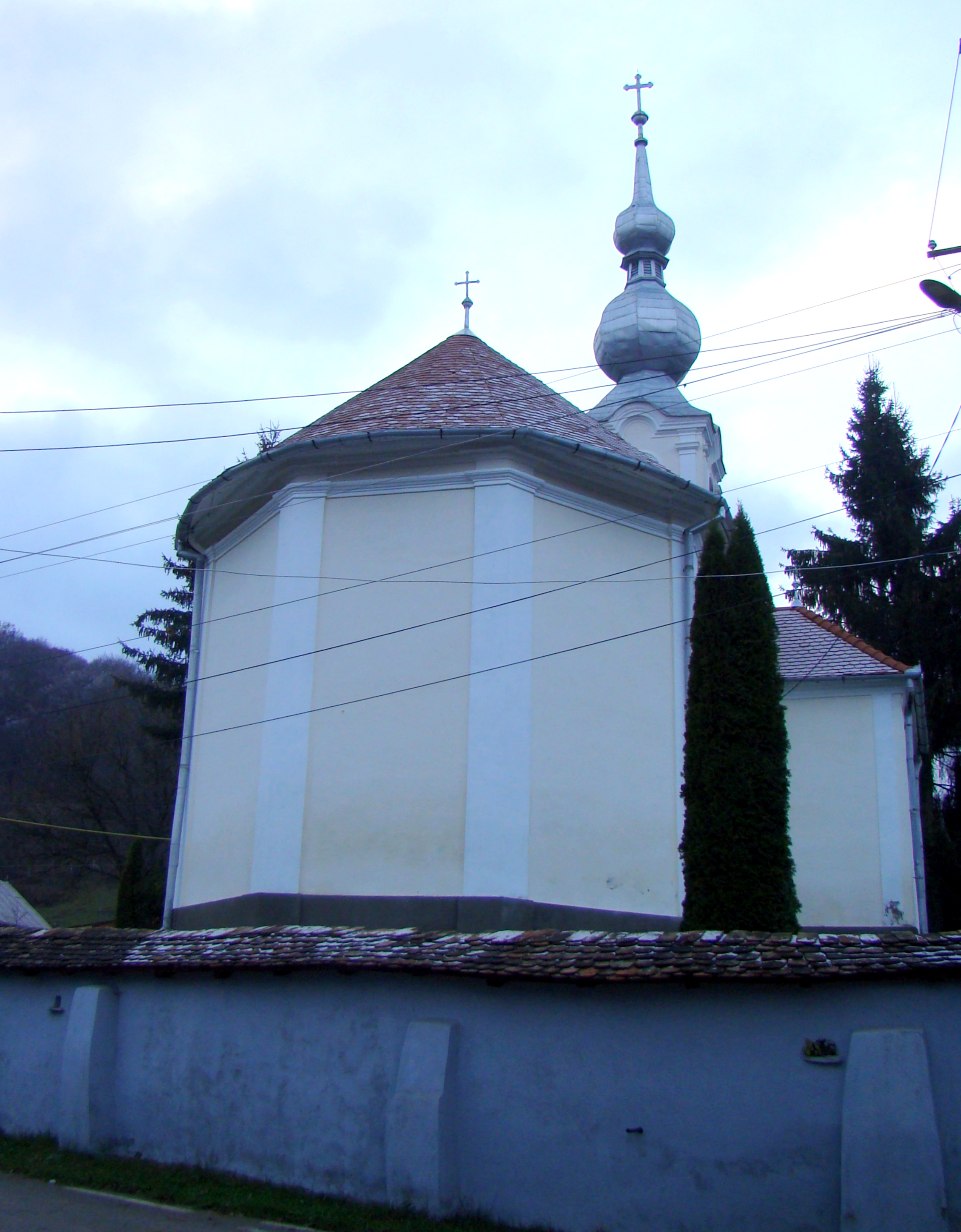
Biserica romano-catolică (monument istoric)
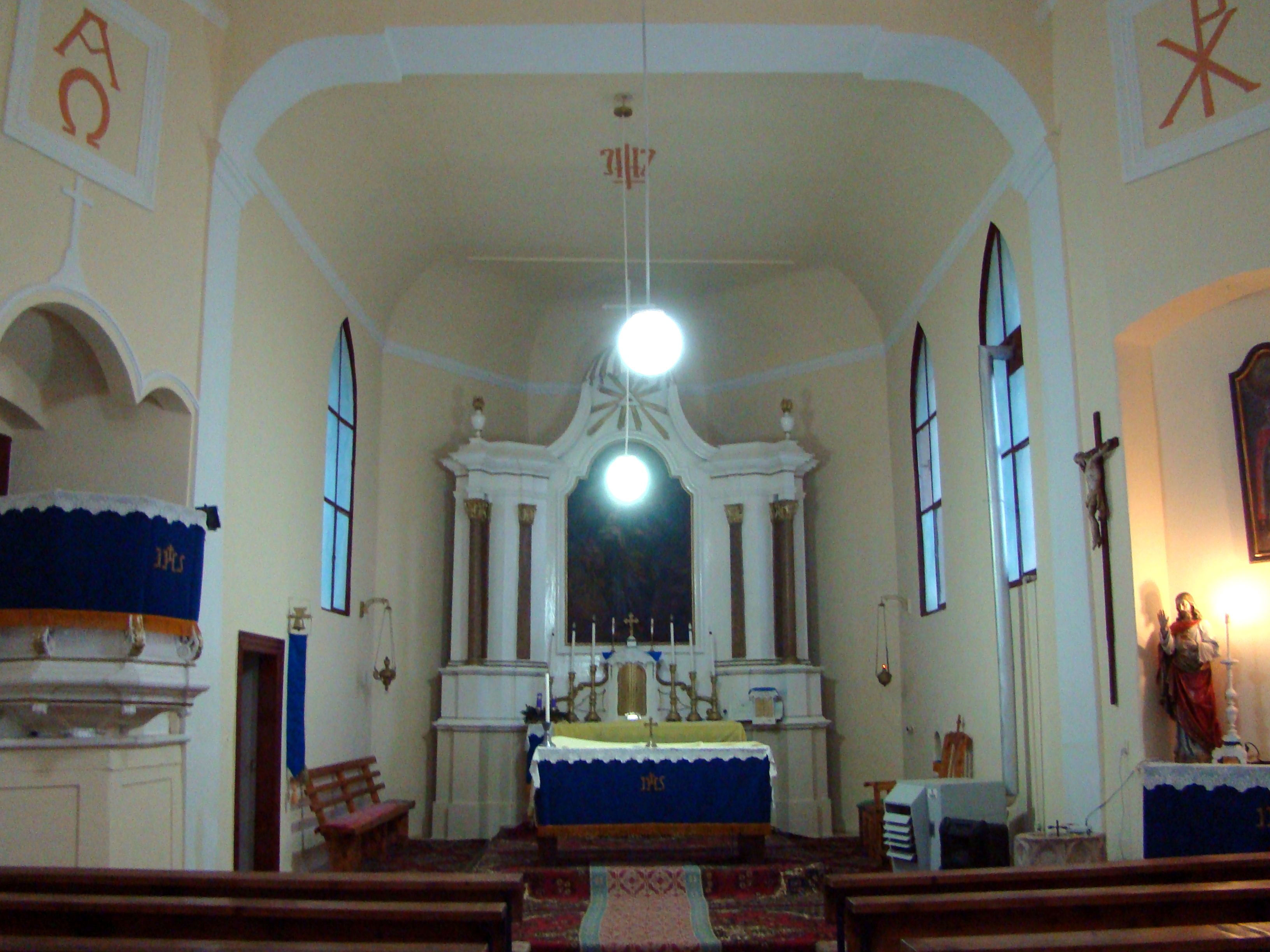
Biserica romano-catolică (monument istoric)
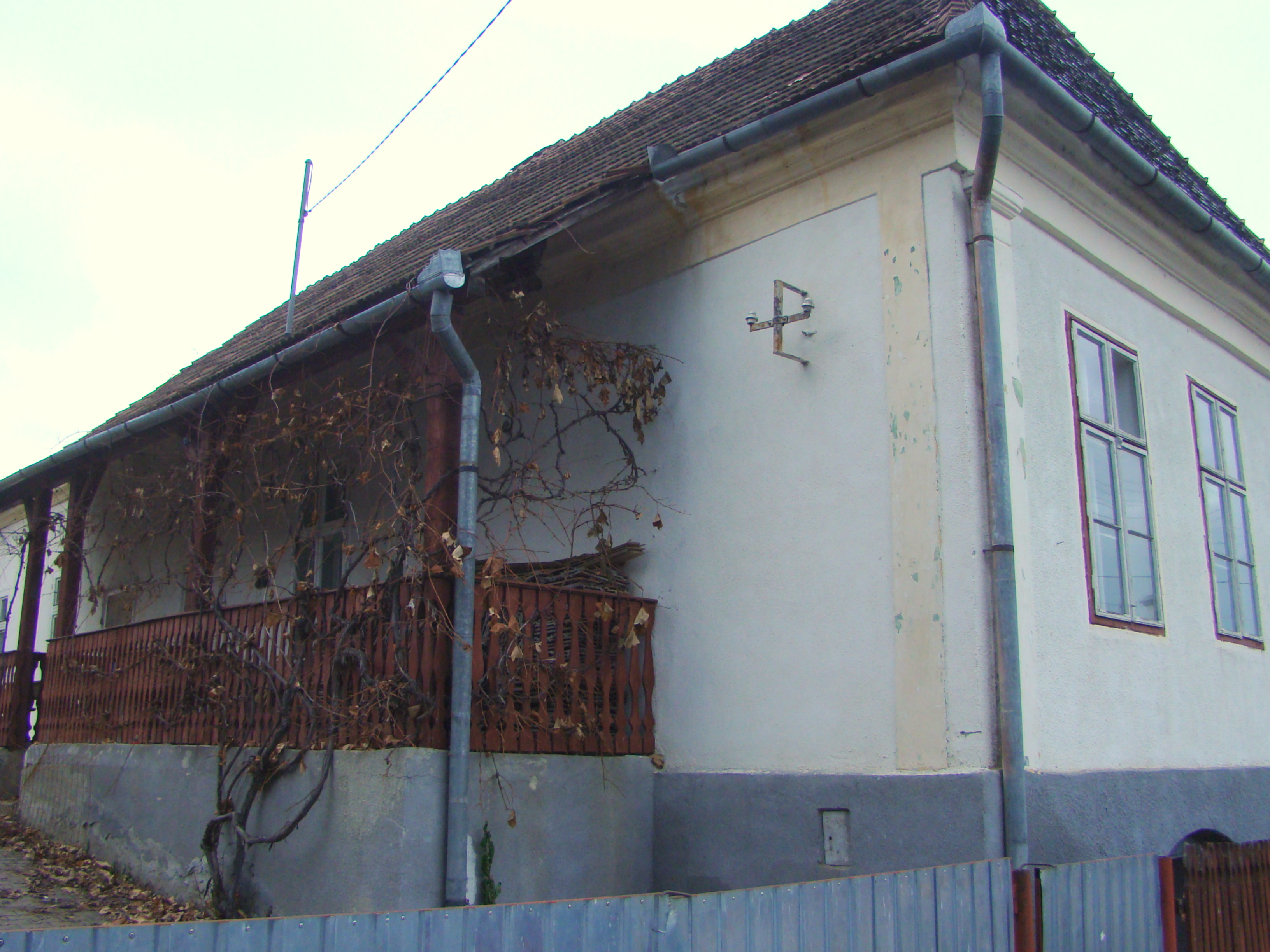
Fosta casă parohială a bisericii romano-catolice, confiscată de comuniști (monument istoric)
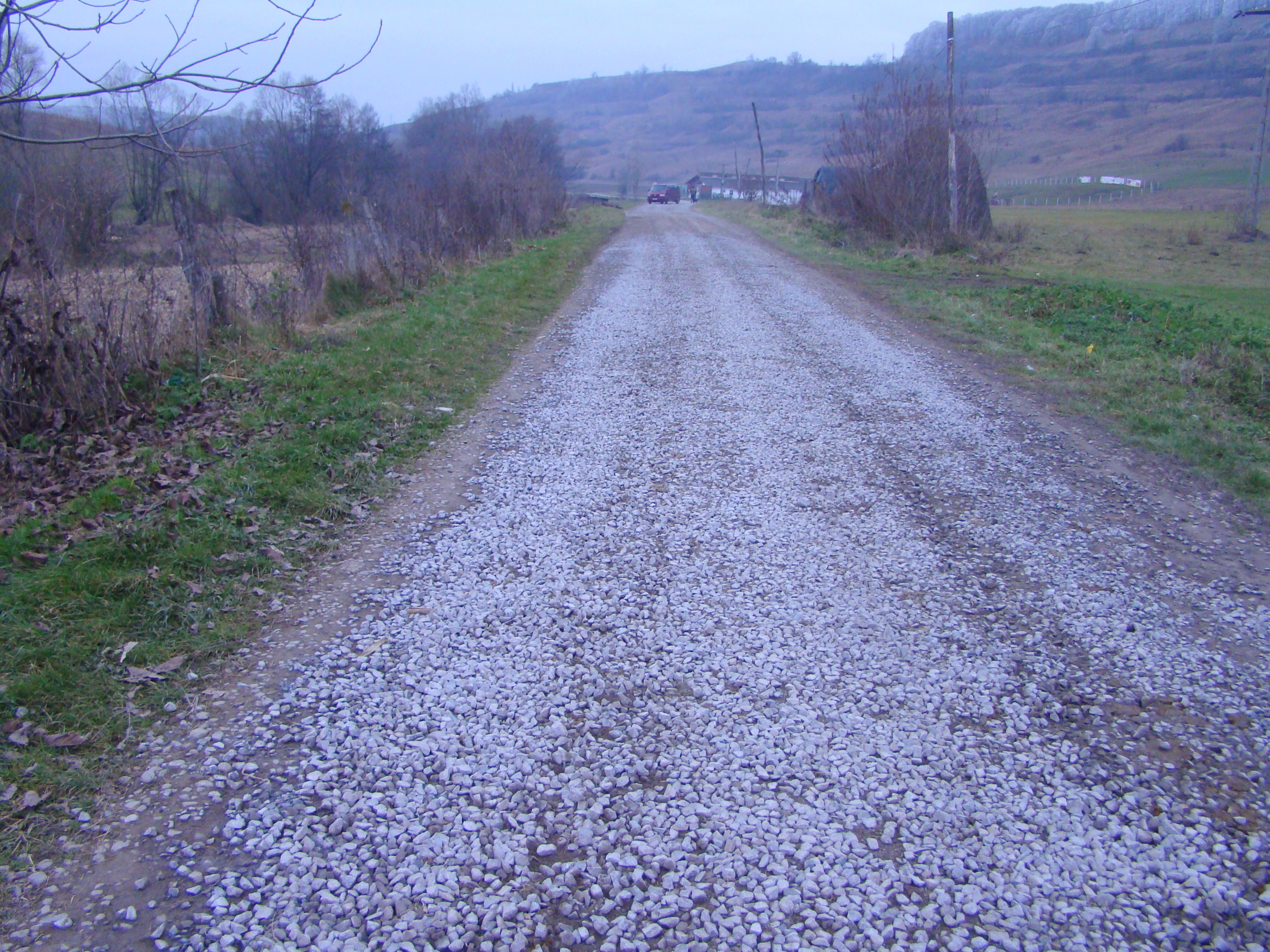
Drumul Bordoșiu-Cibu
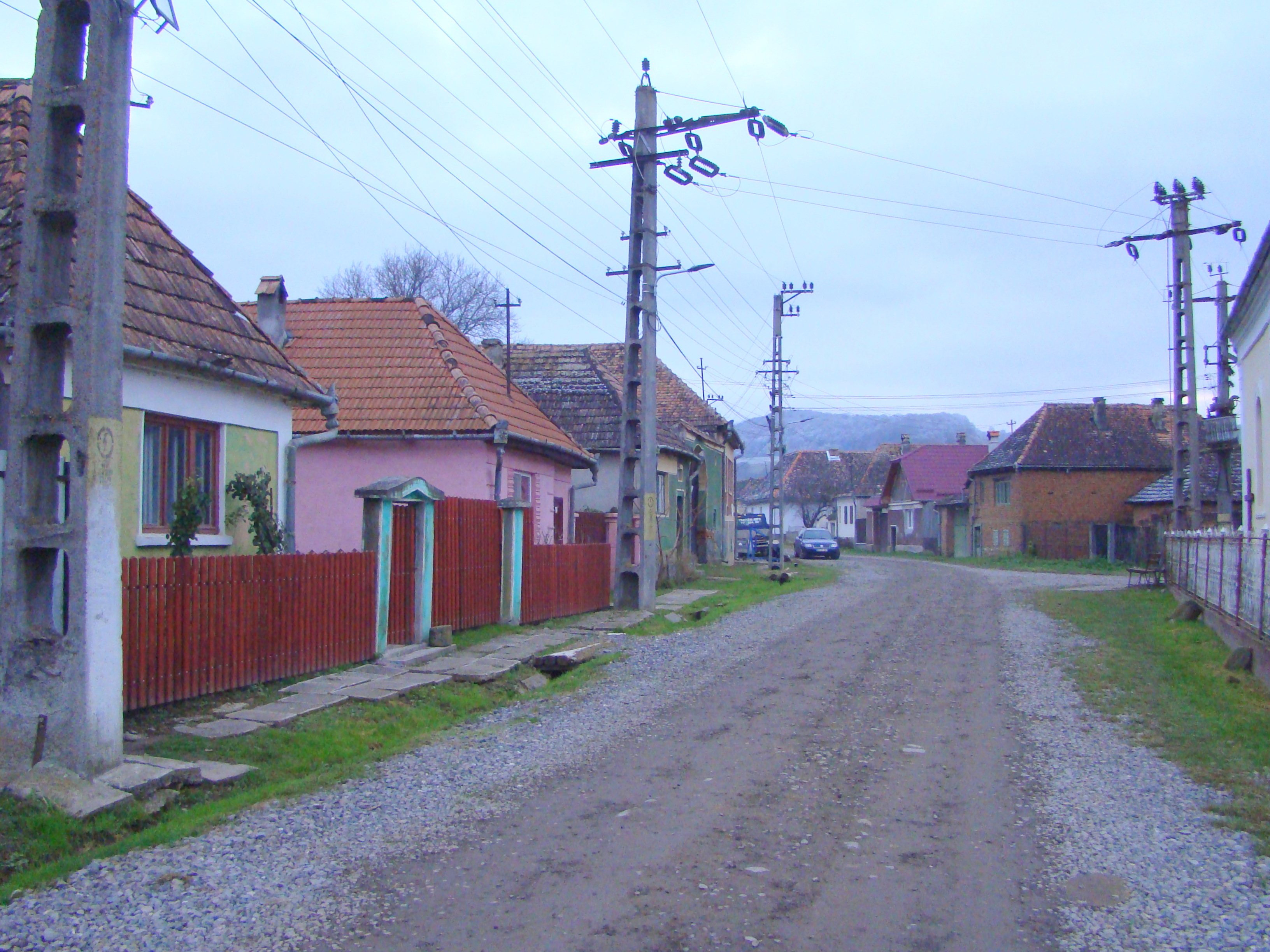
Cibu
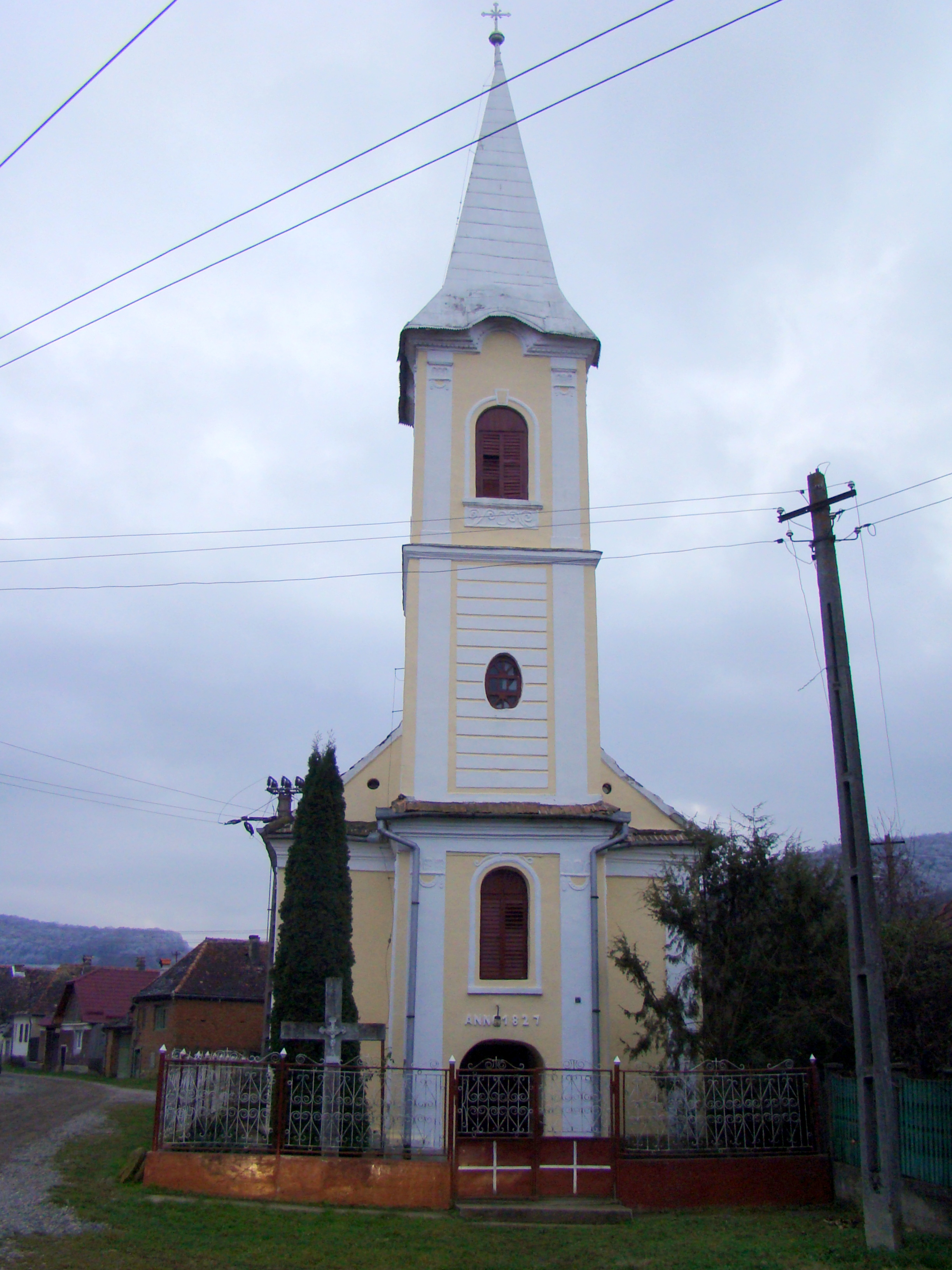
Biserica romano-catolică din Cibu (1827)
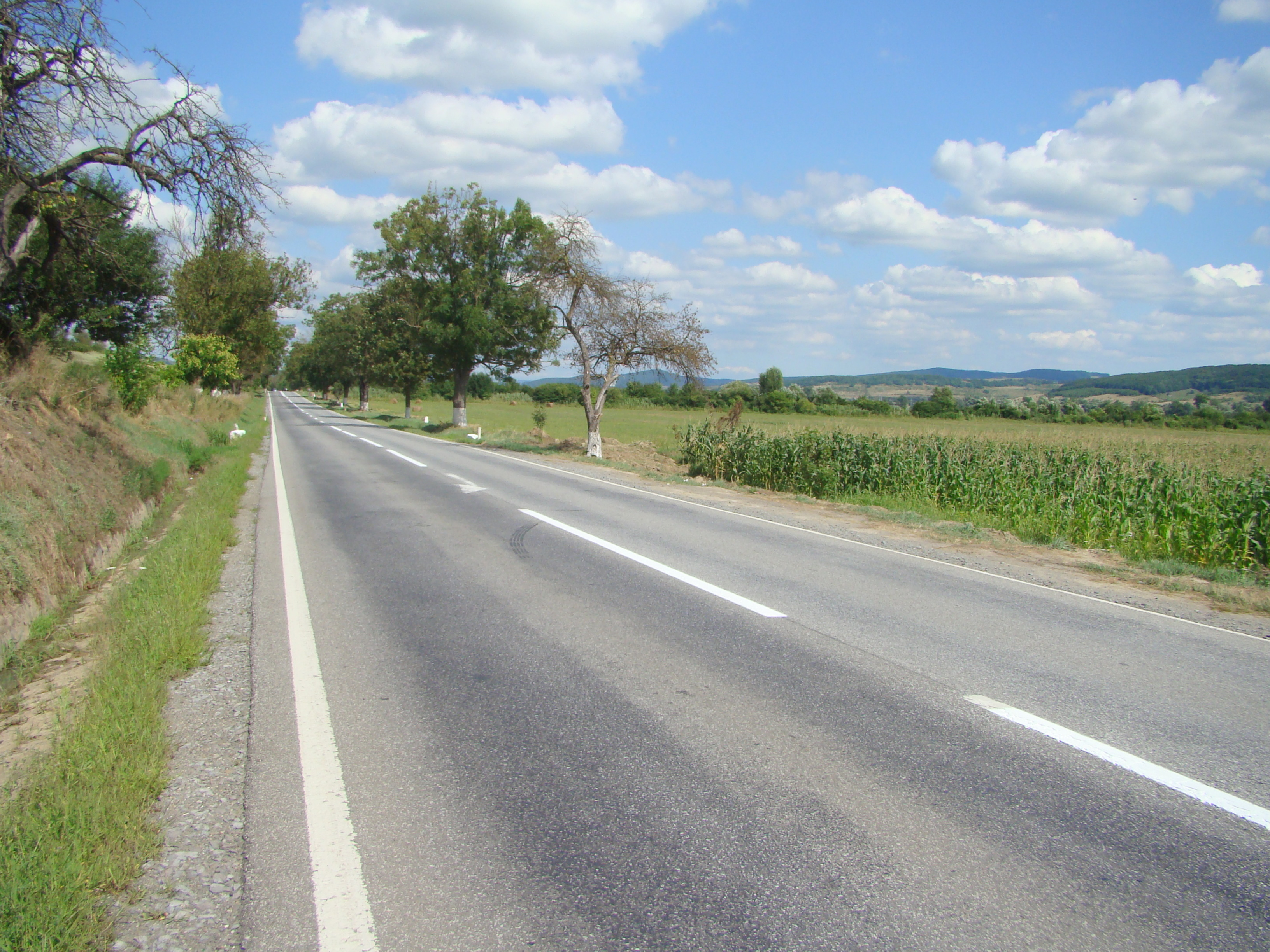
Drumul Fântânele-Călimănești
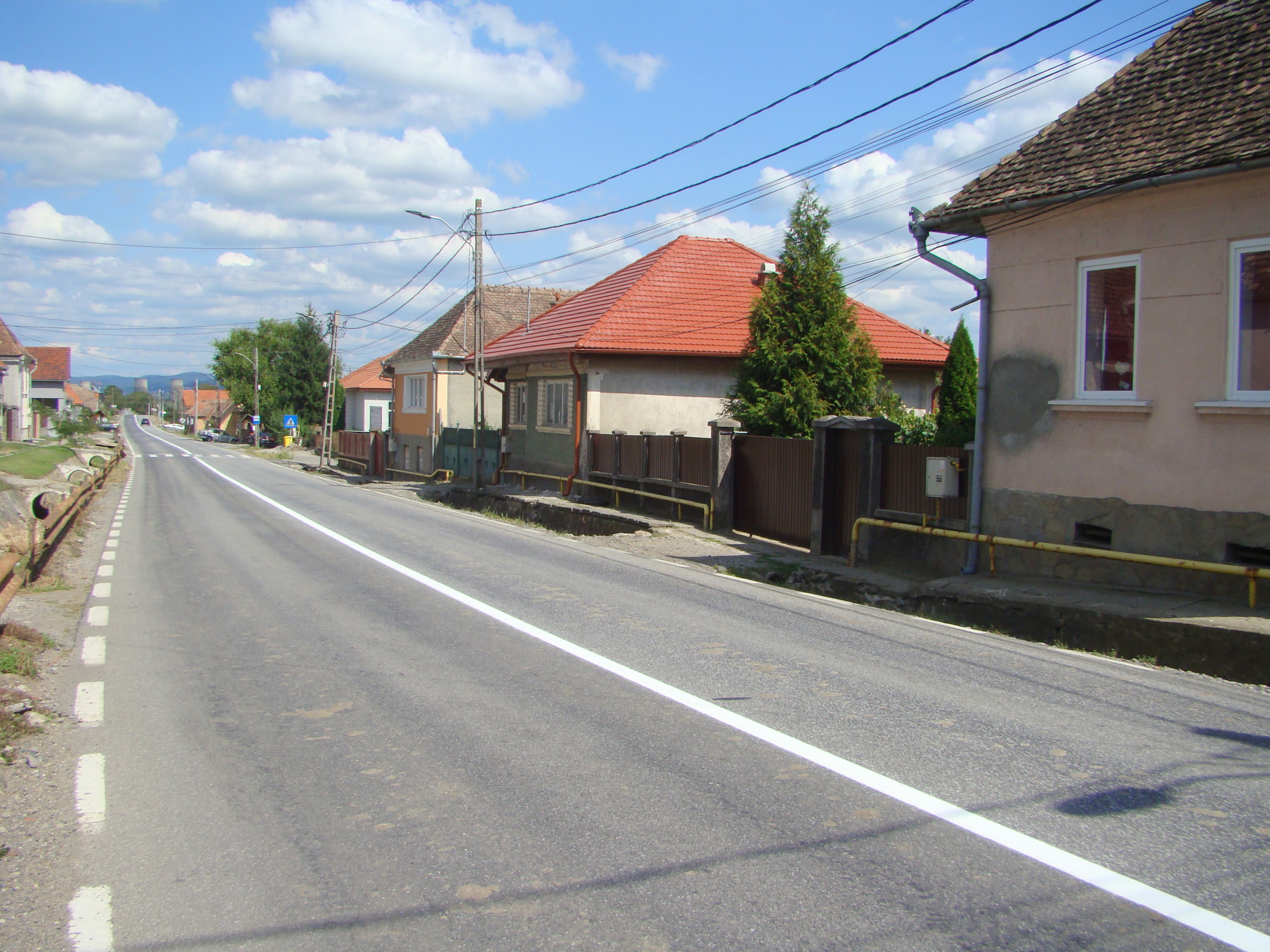
Călimănești
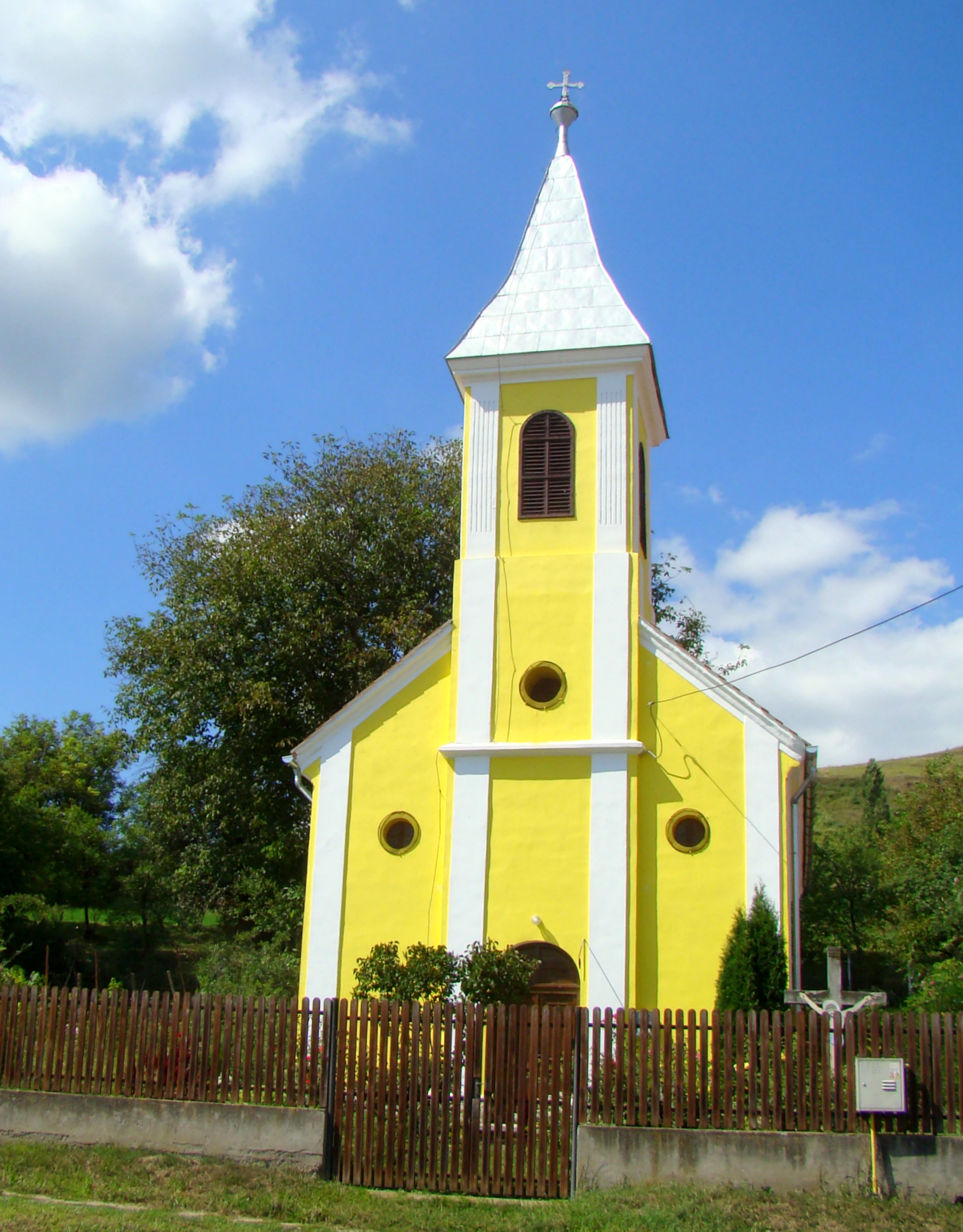
Biserica romano-catolică construită de familia nobiliară Szentkereszty în secolul XVIII
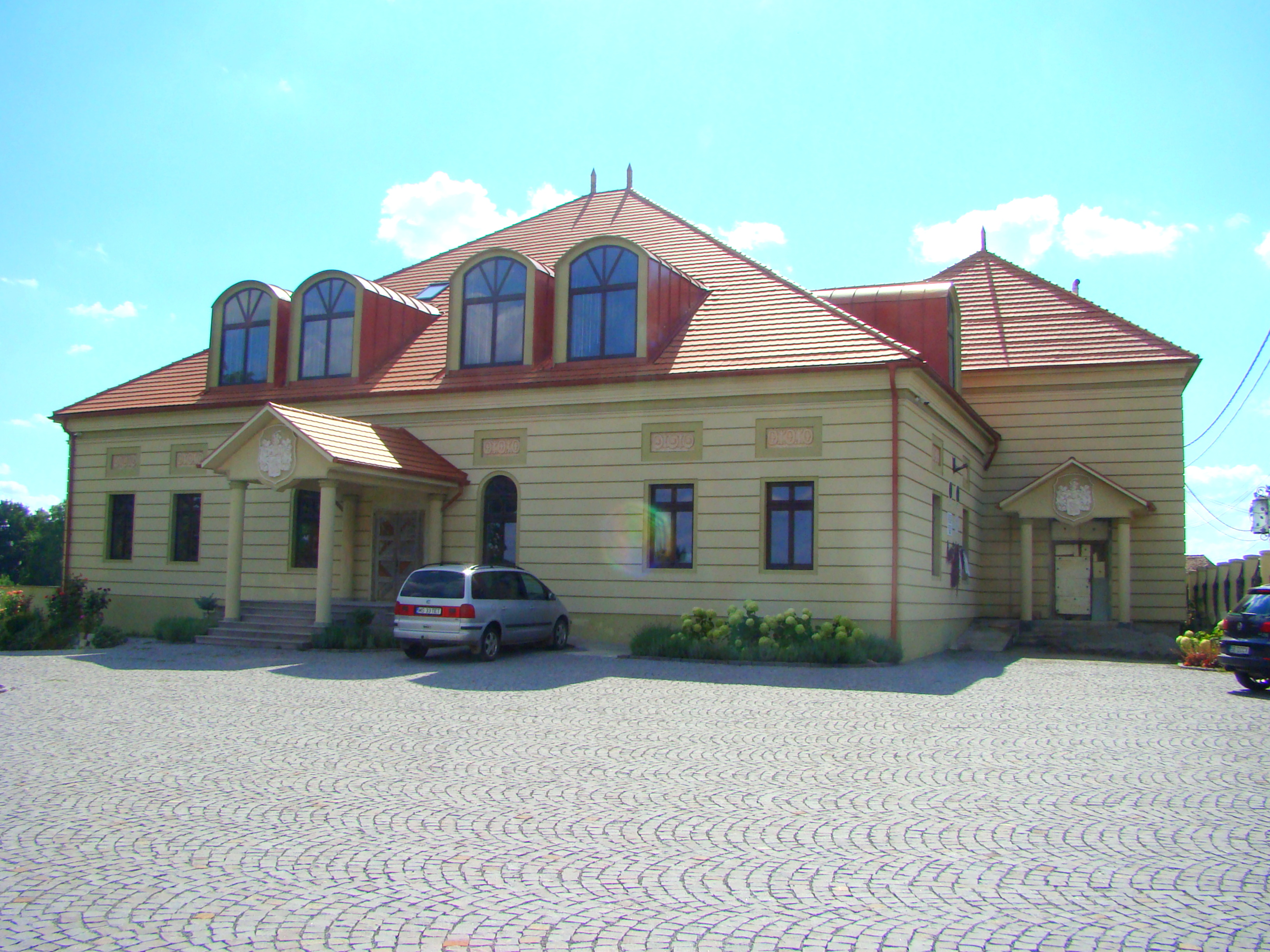
Conacul familiei Simén, retrocedat și în curs de renovare
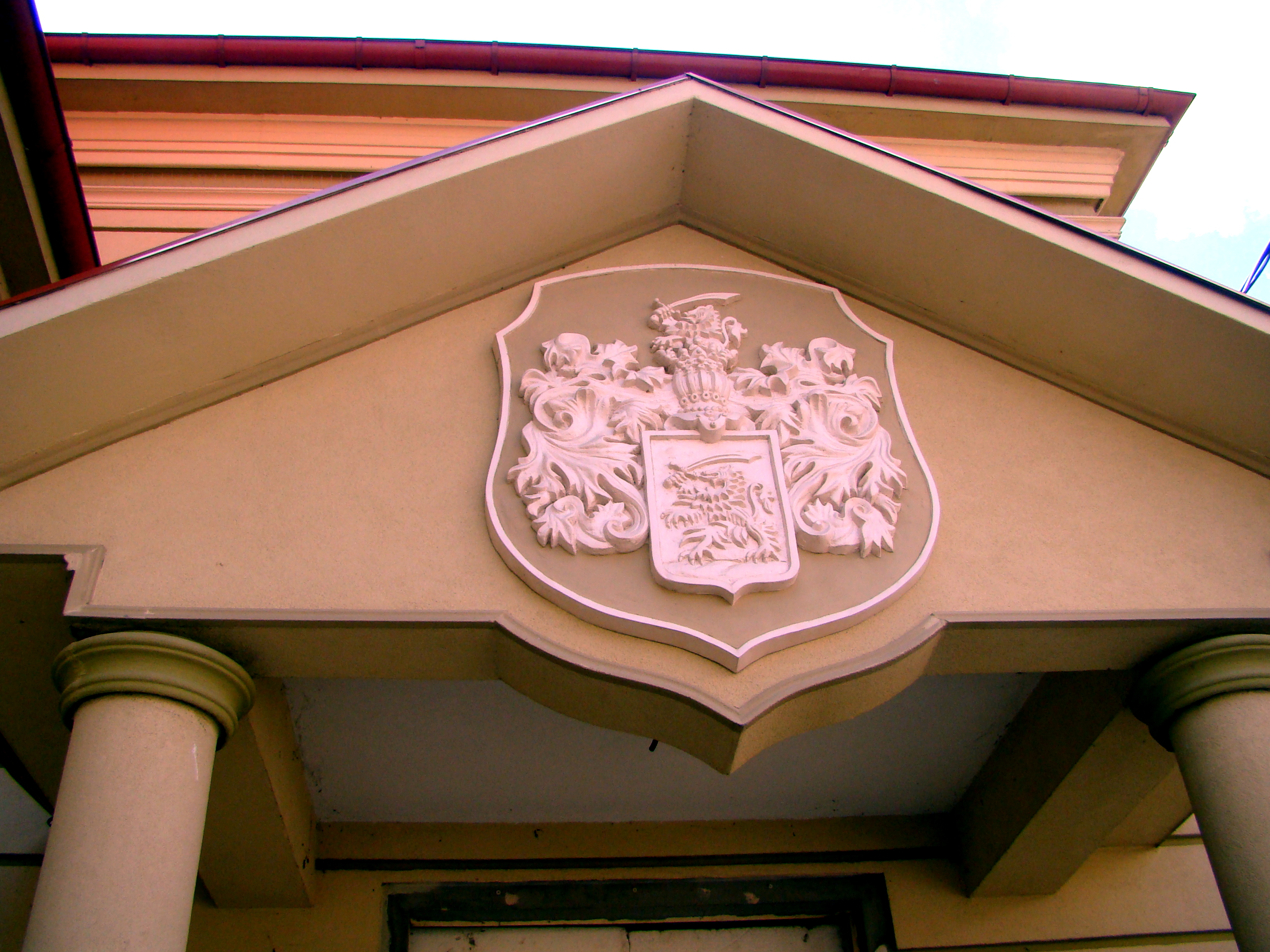
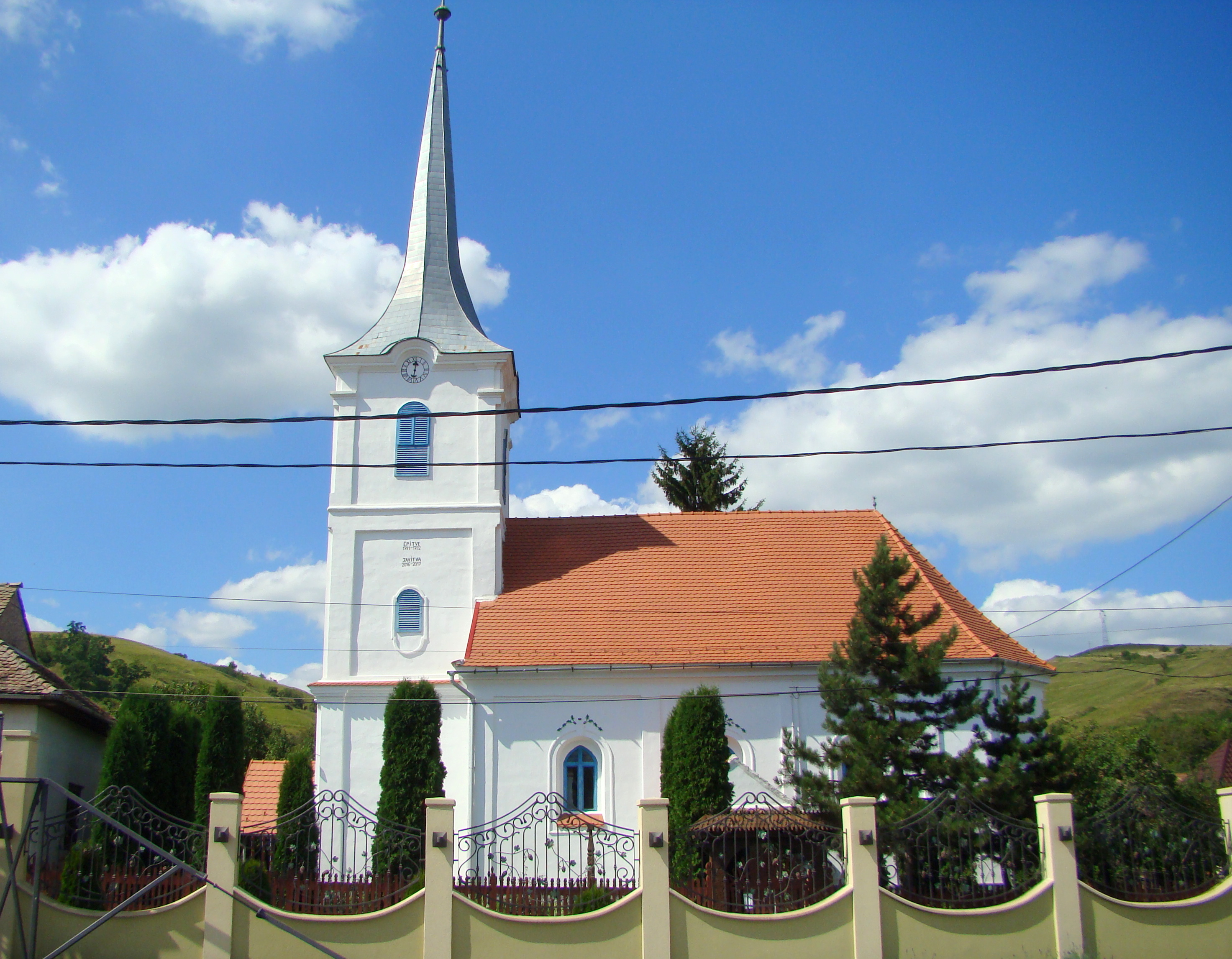
Biserica reformată (1792)
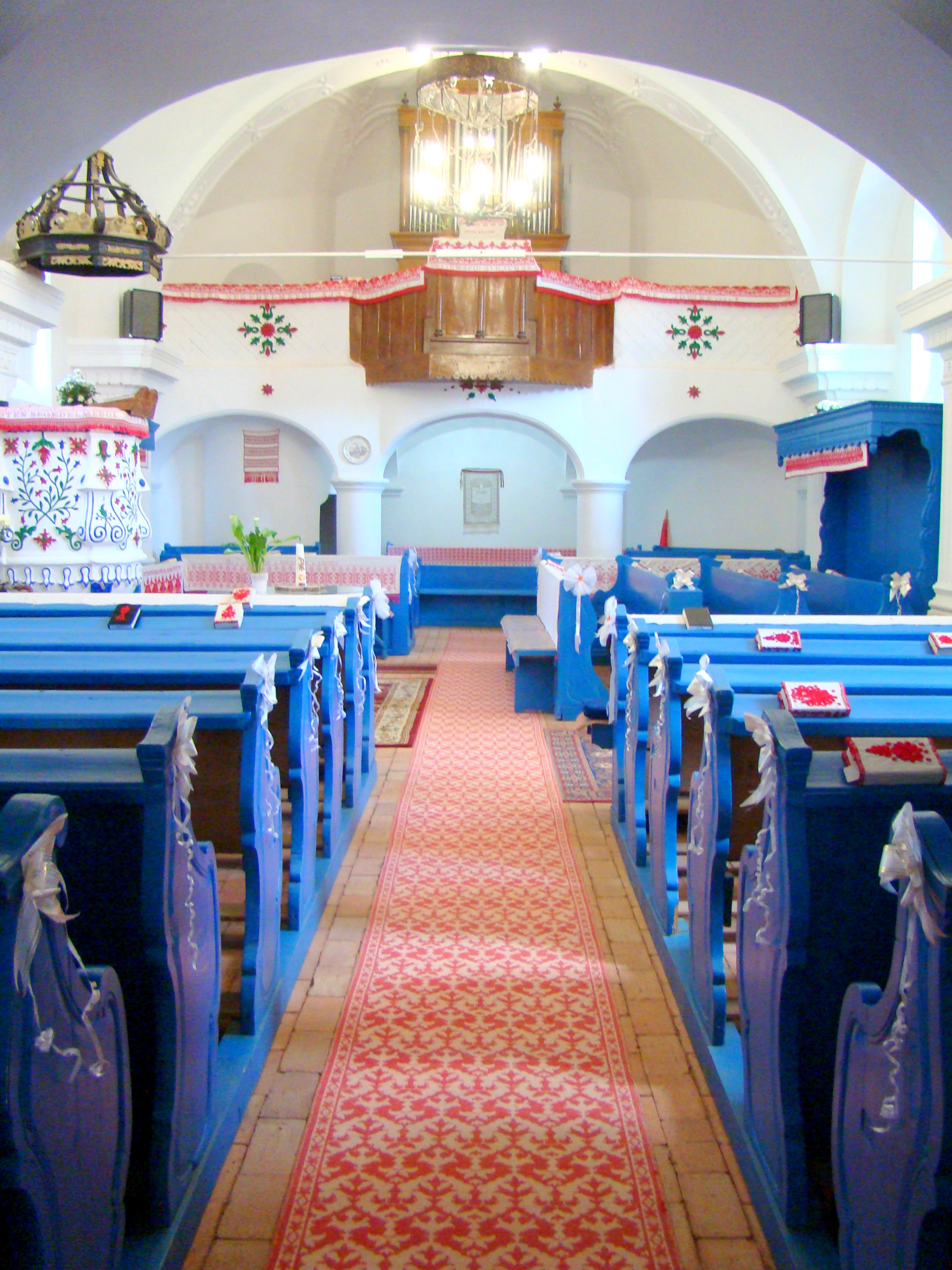
Biserica reformată (interior)
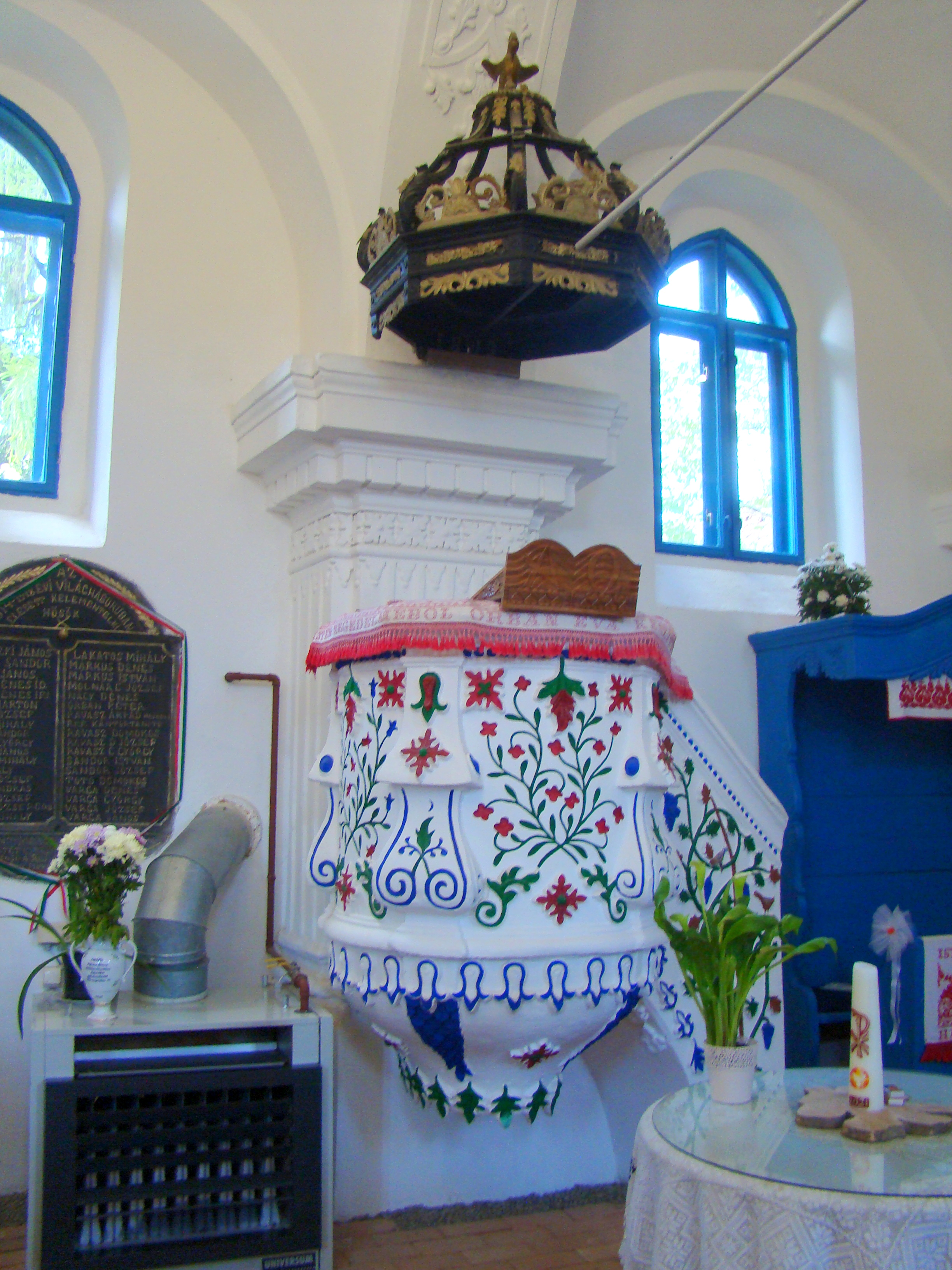
Amvonul